# Cesarina Seppi
Cesarina Seppi (Trento, 20 maggio 1919 – Trento, 29 dicembre 2006) è stata una pittrice italiana.

## Biografia

### La formazione
Due anni dopo aver conseguito, nel 1939, il Diploma Magistrale a Rovereto, Cesarina ottiene anche la maturità artistica presso il Liceo di Venezia. Nella stessa città lagunare la pittrice, che dal 1939 aveva iniziato a esporre alle principali mostre sindacali della regione, si diploma col massimo dei voti e la lode al corso di pittura dell'Accademia di Belle Arti.

### Gli anni '40 e '50
Nel 1943 Cesarina Seppi tenne la sua prima personale a Trento, presentata in catalogo da Gino Pancheri. Interessatasi nel frattempo anche al mosaico e alla vetrata, nel 1946 partecipa alla costituzione del "Circolo Artistico del Cavallo Azzurro", e dopo il 1953 intraprende dei viaggi di studio in Francia e in Germania, pur continuando a mantenersi in contatto con l'ambiente artistico veneziano e trentino, nonché, dal 1960, con quello milanese. Nel primo dopoguerra l'artista inizia anche a insegnare alla Scuola d'arte di Trento, dove, fra i suoi allievi, ebbe anche il pittore Carlo Girardi.

### Gli anni '60 e '70
Nel 1965 l'artista passa alla pittura materica, ricorrendo per le sue opere a sabbie, colle e colore a olio con inserimento di tessere musive; nel 1968 inizia a dipingere con colori acrilici, mentre l'anno successivo realizza dei collages a vari spessori ricorrendo al vetro soffiato unito al vetro dalles.
Nel frattempo l'artista fu ammessa, nel 1966 all'Accademia Roveretana degli Agiati.
Dal 1970 la Seppi inizia a realizzare le sue "sculture luminose", formate da corpi in acciaio con inserimento di vetri dalles colorati illuminati dall'interno del corpo metallico, mentre dal 1977 si interessa alla scultura in bronzo e a quella in ottone dorato e nichelato. 
Insignita nel 1972 del "Drappo di San Vigilio", negli anni Settanta Cesarina divenne socia anche dell'Accademia del Buonconsiglio (oggi degli Accesi).

### Gli anni '80 e '90
Chiamata a far parte nel 1986 del Comitato Scientifico Triveneto per la Cultura e le Arti Visive, due anni dopo tiene a Trento, nel rinnovato spazio espositivo di Palazzo Trentini, la sua prima grande antologica, curata da Luigi Lambertini; per il cortile dell'edificio l'artista realizzò (già nel 1987) la grande scultura Totem solare.

### Gli ultimi anni
Gli ultimi anni di attività dell'artista trentina furono caratterizzati dall'attivismo all'interno del Gruppo di Artisti Trentini «La Cerchia» guidato da Mariano Fracalossi. Inclusa nel 2000 nel primo dei tre volumi dedicati all'arte trentina del Novecento (vedi bibliografia), Cesarina Seppi muore nel 2006, anno della personale di Arco (incentrata sulle opere degli anni Quaranta), curata da Giovanna Nicoletti.

## Personali
- 1943, 7-21 aprile: Trento, ....
- 1988, ...: Trento, Palazzo Trentini
- 2006, 11 febbraio-19 marzo: Arco (Tn), Museo Alto Garda, Galleria Civica G. Segantini

## Opere (catalogo parziale)

### Pittura
- Desolazione, 1938, tempera e olio su tavola, 110 × 76 cm, collezione privata
- Autoritratto, 1939, tempera e olio su tavola, 55 × 39 cm, collezione privata
- Ragazza con limoni, 1941, tempera e olio su tavola, 78 × 63 cm, collezione privata
- Sciatori, 1941, tempera e olio su tavola, 95 × 115 cm, collezione privata
- Autoritratto con ombrellone rosso, 1946, tempera e olio su tavola, 57 × 47,5 cm, collezione privata
- Ritratto di poeta (Marco Pola), 1948, olio su tavola, 80 × 62 cm, collezione privata

### Scultura
- Totem solare, 1987